# Заболевания крови
Заболевания крови — большая и разнородная группа заболеваний, сопровождающихся тем или иным нарушением функций или строения тех или иных клеток крови — эритроцитов, лейкоцитов или тромбоцитов, или патологическим изменением их числа — повышением либо снижением, или изменением свойств плазмы крови, как при моноклональных гаммапатиях.

## Основные заболевания крови (за исключениемгемобластозов)
- Анемия
  - Дефицитные анемии
  - сидеробластные анемии
    - железодефицитная анемия
    - витаминодефицитная анемия (В12-дефицитная анемия, фолиеводефицитная анемия)
    - белководефицитная анемия

  - Наследственные дизэритропоэтические анемии
  - Постгеморрагическая анемия
  - Гемолитические анемии
    - связанные с нарушением мембраны эритроцитов (мембранопатии)
    - обусловленные нарушением структуры липидов мембраны эритроцитов
    - наследственные несфероцитарные анемии, связанные с дефицитом фермента эритроцитов

  - Гемоглобинопатии
    - талассемии
    - серповидноклеточная анемия
    - иммунные гемолитические анемии
    - гемолитическая болезнь новорожденных
    - аутоиммунные гемолитические анемии

  - Апластические анемии
- Геморрагический диатез
  - Наследственные коагулопатии
    - гемофилия
    - болезнь Виллебранда
    - редкие наследственные коагулопатии

  - Приобретенные коагулопатии
    - геморрагическая болезнь новорожденных
    - дефицит К-витаминзависимых факторов
    - ДВС-синдром

  - Нарушения гемостаза сосудистого и смешанного генеза
    - болезнь Рандю-Ослера
    - синдром Луи-Бар (атаксия-телеангиоэктазия)
    - гемангиомы
    - синдром Казабаха-Мерритта
    - синдром Элерса-Данло
    - синдром Гассера
    - геморрагический васкулит
    - тромботическая тромбоцитопеническая пурпура

  - Тромбоцитопении
    - идиопатическая тромбоцитопеническая пурпура
    - аллоиммунная пурпура новорожденных
    - трансиммунная пурпура новорожденных
    - гетероиммунные тромбоцитопении

  - Тромбоцитопатии
    - наследственные
    - приобретенные

## Гемобластозы
Гемобластозы, неопластические заболевания крови, условно разделяют на лейкемические и нелейкемические. Впрочем, каждая из этих групп крайне разнородна по патоморфологии изменений в кроветворных органах, и, следовательно, по лабораторно-клиническим проявлениям.